# Скляренко Віталій Григорович
Віта́лій Григо́рович Скляре́нко (14 серпня 1937, с. Новомиколаївка Новоукраїнського району Кіровоградської області — 20 липня 2020, Київ) — український мовознавець, славіст. Доктор філологічних наук (1983). Професор (1992). Член-кореспондент (1992), академік (2003) НАН України. Заслужений діяч науки і техніки України (2003). Був директором Інституту мовознавства ім. О. О. Потебні НАН України (1996—2017), головним редактором журналу «Мовознавство» (2007—2019). Автор понад 170 наукових праць з історичної акцентології, етимології, історії української мови.

## Життєпис
1959 року закінчив Одеський університет ім. І. І. Мечникова, філологічний факультет. Працював учителем, директором середньої школи, інспектором шкіл на Миколаївщині та Кіровоградщині. У 1963—1966 рр. навчався в аспірантурі Інституту мовознавства НАН України. Після захисту кандидатської дисертації (1967) став працівником відділу загального та слов'янського мовознавства, долучився до укладання «Етимологічного словника української мови».

Могила Віталія Скляренка, Байкове кладовище

Згодом працював заступником директора (1987—1996) і директором (1996—2017) Інституту, академіком-секретарем Відділення літератури, мови та мистецтвознавства НАН України (2004—2008), радником Президії НАН України (2009—2019), відповідальним редактором журналу «Мовознавство» (2007—2019).
Помер на 83-му році життя 20 липня 2020 року. Похований разом з дружиною на Байковому кладовищі (ділянка № 33, 50°25′3.48″ пн. ш. 30°30′7.34″ сх. д. / 50.4176333° пн. ш. 30.5020389° сх. д.).

## Науковий доробок
Першим у слов'янському мовознавстві розпочав системно досліджувати історію акцентуації кожної частини мови від праслов'янського періоду до нашого часу. На багатому матеріалі зі східнослов'янських акцентованих пам'яток і сучасних говорів вичерпно дослідив основні історичні закономірності наголошування іменників і дієслів. Становлення українського наголосу простежив як наслідок еволюції праслов'янської, давньоруської та староукраїнської акцентних систем. Особливу увагу приділив тим специфічним рисам і тенденціям, які прояснюють складні випадки наголошування в сучасній мові.
Вивчення природи балто-слов'янських і праслов'янських інтонацій, зібраний і опрацьований величезний фактичний матеріал східнослов'янських і південнослов'янських мов дали змогу В. Г. Скляренкові реконструювати праслов'янську акцентну систему, по-новому пояснити цілу низку акцентологічних явищ і процесів праслов'янської мови. Цим він заклав підвалини для створення в майбутньому історичних акцентологій слов'янських мов.
Співавтор і співредактор семитомного «Етимологічного словника української мови» — унікального лексикографічного видання, до якого він написав близько 2000 статей. Досліджував «темні місця» в «Слові о полку Ігоревім», переважну більшість яких прочитав і осмислив по-новому. Запропонував нову концепцію походження назв Русь і варяги. Його етимології відзначаються широтою залученого матеріалу й переконливістю аргументів.

## Публікації

### Монографії
- Історія акцентуації іменників а-основ української мови. — К.: Наук. думка, 1969. — 146 с.
- Історія акцентуації іменників середнього роду української мови. — К.: Наук. думка, 1979. — 109 с.
- Історія української мови: Фонетика. — К.: Наук. думка, 1979. — 367 с. (автор розділу «Праслов'янські інтонації та їх відбиття в українській мові»).
- Нариси з історичної акцентології української мови. — К.: Наук. думка, 1983. — 239 с.
- Историческая типология славянских языков. — К.: Наук. думка, 1986. — 239 с. (автор розділу «Просодия»).
- Праслов'янська акцентологія. — К.: Укр. книга,1998. — 342 с.
- «Темні місця» в «Слові о полку Ігоревім». — К.: Довіра, 2003. — 147 с.
- Історія українського наголосу: Іменник. — К.: Наук. думка, 2006. — 708 с.
- Русь і варяги: Історико-етимологічне дослідження. — К.: Довіра, 2006. — 119 с.
- Історія українського наголосу. Дієслово. — К.: Наук. думка, 2017. — 660 с.
- Дослідження з етимології та історичної лексикології української мови. — К.: Наук. думка, 2018. — 685 с.

### Статті в журналі «Мовознавство»
- Походження рухомості наголосу в іменниках типу «Книжка» // Мовознавство. — 1968. — № 4. — С. 58–61.
- До питання про новоакутову інтонацію [праслов'янської мови] // Мовознавство. — 1971. — № 1. — С. 49–56.
- З історії акцентуації іменників середнього роду О-основ (Іменники з кореневим наголосом) // Мовознавство. — 1972. — № 5. — С. 62–69.
- З історії акцентуації абстрактних іменників [іменники на-ння, ття] // Мовознавство. — 1973. — № 4. — С. 34–41.
- Акцентологічна проблематика форми родового відмінка множини іменників // Мовознавство. — 1975. — № 6. — С. 33–41.
- З історії акцентуації іменників середнього роду о-основ. (Іменники з флективним наголосом) // Мовознавство. — 1977. — № 3. — С. 48–49.
- Історія акцентуації іменників основ української мови // Мовознавство. — 1978. — № 2. — С. 14–22.
- Історія акцентуації іменників t-основ української мови // Мовознавство. — 1979. — № 5. — С. 38–45.
- З історії акцентуації неозначеної форми дієслів української мови // Мовознавство. — 1988. — № 2. — С. 38–44.
- З історії акцентуації дієприслівників української мови // Мовознавство. — 1991. — № 5. — С. 14–19.
- Етимологічні розвідки. 3 // Мовознавство. — 1994. — № 6 — С. 12–18.
- Етимологічні розвідки. 5 // Мовознавство. — 1996. — № 6. — С. 12–18.
- Етимологічні розвідки. 6 // Мовознавство. — 1997. — № 4/5. — C. 11–16.
- Походження назви Русь. 1 // Мовознавство. — 2003. — № 5. — С. 3–13.
- Походження назви Русь. 2 // Мовознавство. — 2004. — № 2/3. — С. 3–19.
- Походження назви Русь. 3 // Мовознавство. — 2004. — № 5/6. — С. 3–11.
- Походження назви варяги // Мовознавство. — 2006. — № 1. — С. 8–16.
- Походження назви Україна // Мовознавство. — 2006. — № 5. — С. 15–33.
- Етимологічні розвідки. 7. Невіста // Мовознавство. — 2007. — № 3. — С. 3–11.
- «Темні місця» в «Слові о полку Ігоревім». 11 // Мовознавство. — 2008. — № 2/3. — С. 3–12.
- Етимологічні розвідки. 8 // Мовознавство. — 2009. — № 1. — С. 3–13.
- «Темні місця» в «Слові о полку Ігоревім». 12 // Мовознавство. — 2009. — № 3/4. — С. 43–53.
- Етимологічні розвідки. 9 // Мовознавство. — 2010. — № 1. — С. 3–13.
- «Темні місця» в «Слові о полку Ігоревім». 13 // Мовознавство. — 2010. — № 2/3. — С. 30–40.
- Етимологічні розвідки. 10. Невід // Мовознавство. — 2010. — № 4/5. — С. 14–21.
- Походження назви Русь. 6 // Мовознавство. — 2011. — № 3. — С. 16–25.
- Етимологічні розвідки. 11 // Мовознавство. — 2011. — № 5. — С. 3–10.
- «Темні місця» в «Слові о полку Ігоревім». 14 // Мовознавство. — 2012. — № 1. — С. 3–12.
- До питання про «Руські письмена» в житті Костянтина Філософа // Мовознавство. — 2014. — № 2. — С. 3–14.
- До питання про «руські письмена» в житії Костянтина Філософа. 2 // Мовознаство. — 2016. — С. 3–21.
- До питання про «руські письмена» в житії Костянтина Філософа. 3 // Мовознавство. — 2017. — № 2. — С. 3–16.
- «Темні місця» в «Слові о полку Ігоревім». 15. // Мовознавство. — К., 2018. — № 5. — С. 3–9.
- Словотвірна реконструкція праслов'янської лексики (безсуфіксних дієслів). 1. // Мовознавство. — К., 2019. — № 6. — С. 3–21.
- Словотвірна реконструкція праслов'янської лексики (безсуфіксних дієслів). 2. // Мовознавство. — К., 2020. — № 2. — С. 3–26.

### Статті в інших виданнях
- Акцентологічні коментарі до відмінювання іменників чоловічого роду // Праці Одеського державного університету ім. І. І. Мечникова. — Одеса, 1960. — Т. 150. — Вип. 6. — С. 63–69.
- Наголошування іменників першої відміни // Українська мова та література в школі. — 1966. — № 5. — С. 22–25.
- Прасербська двоскладова інтонація // Структура і розвиток слов'янських мов. — К., 1967. — С. 45–55.
- К вопросу о происхождении славянской окситонированной акцентной парадигмы // Советское славяноведение. — 1988. — № 1. — С. 61–68.
- Авторські наголоси у творах Т. Г. Шевченка // Культура слова. — К.: Наук. думка, 1989. — Вип. 37. — С. 22–25.
- «Слово о полкý….» чи «Слово о пóлку…» // Культура слова. — К.: Наук. думка, 1990. — Вип. 38. — С. 74–76.
- Звідки походить назва Україна // Україна. — 1991. — № 1. — С. 20–39.
- Україна: походження назви // Вісник МАУ. — 1991. — № 1. — С. 66–72.
- К истории славянской подвижной акцентной парадигмы // Вопросы языкознания. — 1991. — № 6. — С. 64–77.
- Слова з двома наголосами в поетичних творах Лесі Українки // Культура слова. — 1991. — Вип. 40. — С. 32–35.
- У нашім раї на землі // Культура слова. — 1996. — Вип. 48/49. — С. 100—103.
- Прилетіла ластівка голубою ласкою… (про походження слів ластівка і ласка) // Культура слова. — 1997. — Вип. 50. — С. 56-61.
- Щоб наш коровай ясен був // Культура слова. — 2000. — Вип. 53/54. — С. 109—114.
- Бог і багатство, або Щастя давніх слов'ян // Культура слова. — 2004. — Вип. 64. — С. 72-74.
- Походження етноніма «русини» // Життя у слові: Збірник наукових праць на пошану акад. В. М. Русанівського. — К.: Вид. дім Д. Бураго, 2011. — С. 96–104.
- Походження слова суд «judicium» // Академік Олександр Савич Мельничук і сучасне мовознавство. — К.: Вид. дім Д. Бураго, 2012. — С. 9–16.

## Відзнаки, нагороди
- Премія НАН України ім. О. О. Потебні (2001).
- Звання «Заслужений діяч науки і техніки України» (2003).
- Орден князя Ярослава Мудрого V ступеня (2007).
- Відзнака НАН України «За наукові досягнення» (2007).

## У мережі
- Профіль В. Г. Скляренка на сайті Інституту мовознавства ім. О. О. Потебні НАН України
- Бібліометричний профіль В. Г. Скляренка в Google-Академія
- Віталій Скляренко / Чтиво